# Projeto Hopewell
O Projeto Hopewell é o primeiro projeto na América do Norte que desenvolve a produção de hidrogênio a partir da energia solar doméstica.